# Carnaby Street
Carnaby Street è una via di Londra, nel quartiere di Soho, vicino a Oxford Street, ed appena ad est di Regent Street. Descritta da Charles Dickens come zona malfamata in Nicholas Nickleby, divenne inizialmente popolare tra i seguaci dello stile mod negli anni sessanta, dopo che nel 1958 John Stephen, un giovane stilista scozzese, aprì il primo negozio di abbigliamento, con l'intuizione di dare, per la prima volta nella storia della moda, la stessa importanza e lo stesso potenziale economico all'abbigliamento sia femminile che maschile.
Nel 1966 la rivista statunitense Time pubblicò un primo servizio sulla Swinging London e cominciarono ad affluirvi centinaia di migliaia di turisti. Nello stesso anno, tre film si ispirarono allo stile di Carnaby Street rendendola ancora più popolare: Alfie, Modesty Blaise - La bellissima che uccide e Blow-Up. All'epoca vi si trovavano molti negozi di musica indipendente, boutique di moda, e stilisti come Mary Quant.
Oggi Carnaby Street è diventata molto meno alternativa, con negozi di grandi catene e ristoranti, e pochi negozietti indipendenti, ed è popolare tra i giovani e i turisti per lo shopping. Gli unici due pub, Firkin e The Shakespeare's Head, sono entrambi nell'estremità nord della strada, vicino a Great Marlborough Street.
Tra i vicini luoghi di interesse troviamo:
- Broadwick Street, dove si può ancora vedere la pompa dell'acqua che venne sigillata da John Snow, per fermare un'epidemia di colera nel 1854
- Regent Street
- Golden Square, appena a sud, che durante l'estate si riempie di impiegati che cercano di prendere un po' di sole. Solo pochi secoli prima Golden Square venne usata come fossa comune durante la peste nera.

## Storia

### Dal Seicento all'Ottocento
Carnaby Street deve il proprio nome alla Karnaby House, ubicata alla sua estremità orientale ed eretta nel 1683: non ci è dato sapere, tuttavia, la ragione per cui l'edificio si chiamava così.
La strada venne invece costruita nel 1685 o nel 1686. Vi sono stati numerosi interventi che hanno cambiato il suo volto: uno nel 1690 (quando fu completamente ricostruita) e uno due secoli dopo, grazie al quale venne presumibilmente edificato un mercato.

### XX secolo: laSwinging London
La prima boutique nella strada apparve nel 1958, quando aprì i battenti His Clothes di John Stephen, seguito poi da I Was Lord Kitchener's Valet", Kleptomania, Mates, Ravel, ed altre ancora.
Ma fu negli anni sessanta che la strada iniziò a diventare popolare. Il noto quotidiano britannico The Times, infatti, redasse un articolo il 15 aprile 1966 che parlava della Swinging London. L'epicentro di questa dinamica culturale era considerata proprio Carnaby Street, che cominciò ad essere frequentata da numerosi giovani e anche da nascenti band, come gli Small Faces, gli Who e i Rolling Stones, che vi avevano stabilito la propria base di lavoro.
L'atmosfera che si respirava nella Carnaby Street di allora è ben descritta da questa citazione del Times:
(The Times, Great Britain: You Can Walk Across It On the Grass, 15 aprile 1966)